# Baai van Jausa
De Baai van Jausa (Estisch: Jausa laht, Duits: Jausa-Bucht) is een baai binnen de territoriale wateren van Estland. De baai ligt op het grondgebied van de gemeente Hiiumaa, die het eiland Hiiumaa en een aantal kleinere eilanden eromheen omvat. De baai is een onderdeel van Väinameri, het deel van de Oostzee tussen de eilanden Muhu, Saaremaa, Hiiumaa en Vormsi en het Estische vasteland. De baai is genoemd naar de plaats Jausa, een dorp in die gemeente dat aan de baai grenst.
De baai bestaat uit ondiep water met een matig zoutgehalte. De maximale diepte is 3 meter.

## Geografie
De baai ligt in het zuidoostelijke deel van de gemeente Hiiumaa. Hij loopt van de zuidgrens van het dorp Jausa in het westen tot aan de landtong Sääretirp in het dorp Kassari in het oosten. In het noordoostelijk deel van de baai ligt de westelijke dam tussen de eilanden Hiiumaa en Kassari. Aan de andere kant van de dam ligt de Baai van Käina, een binnenzee tussen de twee dammen die de eilanden verbinden.
Vanaf het westen liggen langs de baai de dorpen Jausa, Utu, Luguse, Nasva, Orjaku en Kassari. Orjaku en Kassari liggen op het eiland Kassari, de andere dorpen op het eiland Hiiumaa.
Bij Nasva ligt het zandstrand Lussu liiva, dat populair is bij zwemmers. Dankzij de beschutte ligging blijft het water er lang warm. De rivieren Jausa en Luguse komen op de baai uit. Orjaku heeft een haven. In de baai liggen ongeveer 20 eilanden; de meeste zijn naamloos. Het grootste eiland is Haldrekarahu, dat voor de kust van Orjaku ligt (0,8 ha). Bij Orjaku hoort ook het schiereiland Reigilaid (28 ha).
Het wateroppervlak van de baai bedraagt 17,3 km².
Väinameri is een beschermd natuurgebied onder de naam Väinamere hoiuala. De oevers op het eiland Kassari vallen bovendien onder het natuurpark Käina lahe-Kassari maastikukaitseala (32,1 km²). In het voorjaar en de herfst dient de baai als foerageergebied voor vele vogels, waaronder diverse soorten zwanen, ganzen en eenden.